# París-Roubaix 2012

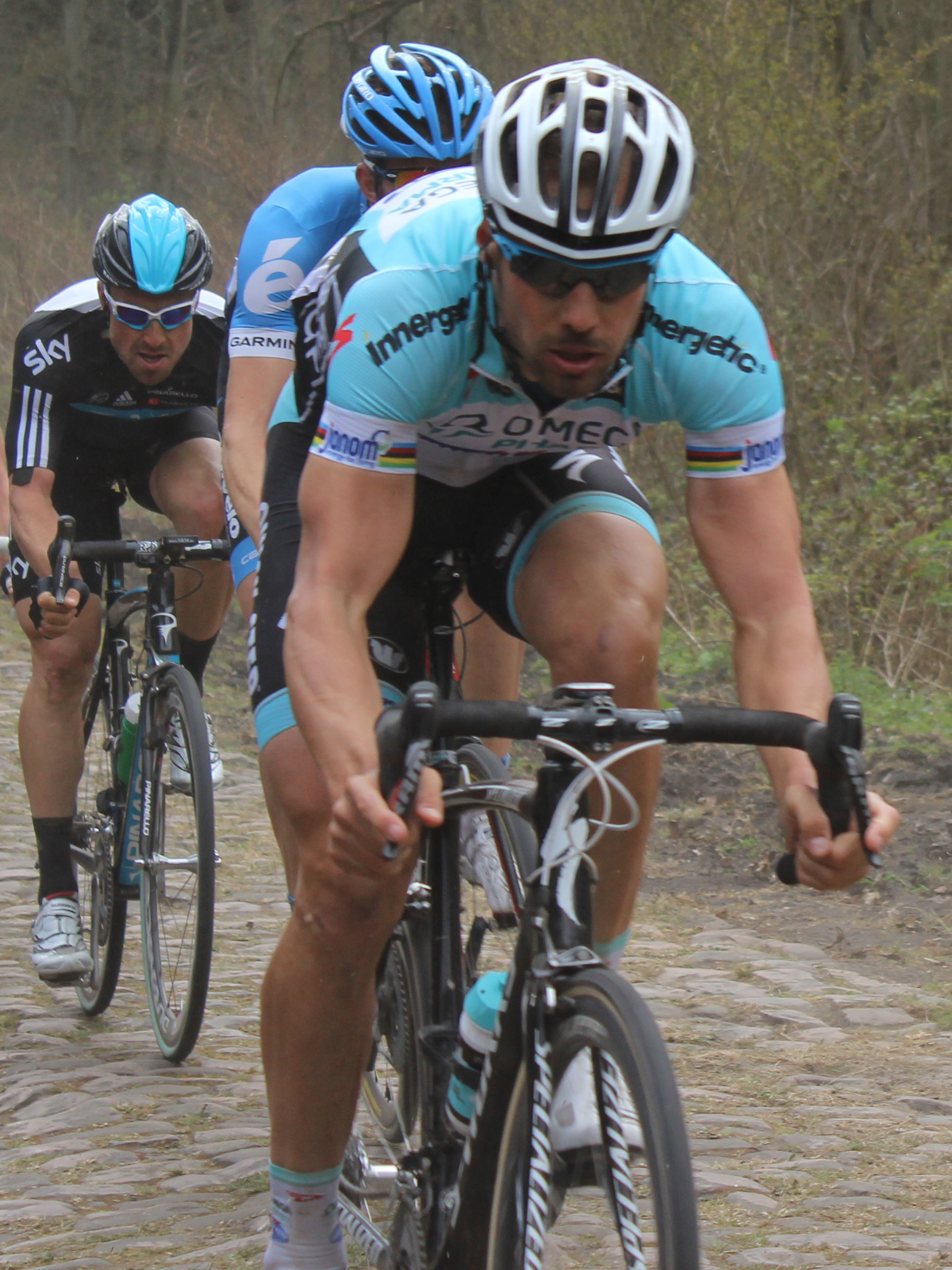
Tom Boonen, Johan Vansummeren i Bernhard Eisel.

La París-Roubaix 2012 és l'edició 110 de la clàssica ciclista París-Roubaix. La cursa es disputà el 8 d'abril de 2012 entre la vila de Compiègne i el velòdrom André Pétrieux de Roubaix. Aquesta és la desena prova de l'UCI World Tour 2012.
El vencedor fou el belga Tom Boone (Omega Pharma-Quick Step), que es presentà en solitari a l'arribada al velòdrom André Pétrieux de Roubaix després d'una escapada en solitari de 53 km. Amb aquesta victòria Boonen igualà el rècord de quatre victòries en aquesta cursa que ostentava Roger de Vlaeminck des de 1977.
Boonen es presentà amb més d'un minut i mig per davant dels seus immediats perseguidors, Sébastien Turgot (Team Europcar), Alessandro Ballan (BMC Racing Team), el català Joan Antoni Flecha (Team Sky) i Niki Terpstra (Omega Pharma-Quick Step).

## Recorregut
El Trouée d'Arenberg fou novament amenaçat de no figurar en el recorregut d'aquesta edició. Amb tot, després de l'acord per dur a terme feines de neteja la direcció confirmà la seva presència.

### Sectors de pavé
En aquesta edició hi ha 27 sectors de pavé, per una llargada total de 51,5 quilòmetres, repartits com l'any anterior.
| Sector | Quilòmetres | Localització                              | Llargada | Dificultat |
| ------ | ----------- | ----------------------------------------- | -------- | ---------- |
| 27     | 98          | Troisvilles > Inchy                       | 2.200 m  | 03         |
| 26     | 104,5       | Viesly > Quiévy                           | 1.800 m  | 03         |
| 25     | 107         | Quiévy > Saint-Python                     | 3.700 m  | 04         |
| 24     | 115,5       | Saint-Python                              | 1.500 m  | 02         |
| 23     | 119,5       | Vertain > Saint-Martin-sur-Écaillon       | 2.300 m  | 03         |
| 22     | 126,5       | Capelle-sur-Écaillon > Ruesnes            | 1.700 m  | 03         |
| 21     | 142,5       | Aulnoy-lez-Valenciennes > Famars          | 2.600 m  | 05         |
| 20     | 146         | Famars > Quérénaing                       | 1.200 m  | 02         |
| 19     | 149         | Quérénaing > Maing                        | 2.500 m  | 03         |
| 18     | 152         | Maing > Monchaux-sur-Écaillon             | 1.600 m  | 03         |
| 17     | 164         | Haveluy > Wallers                         | 2.500 m  | 04         |
| 16     | 172         | Trouée d'Arenberg                         | 2.400 m  | 05         |
| 15     | 178,5       | Millonfosse > Bousignies                  | 1.400 m  | 04         |
| 14     | 183,5       | Brillon > Tilloy-lez-Marchiennes          | 1.100 m  | 02         |
| 14     | 186         | Tilloy-lez-Marchiennes > Sars-et-Rosières | 2.400 m  | 03         |
| 13     | 192,5       | Beuvry-la-Forêt > Orchies                 | 1.400 m  | 03         |
| 12     | 197,5       | Orchies                                   | 1.700 m  | 03         |
| 11     | 203,5       | Auchy-lez-Orchies > Bersée                | 2.600 m  | 03         |
| 10     | 209         | Mons-en-Pévèle                            | 3.000 m  | 05         |
| 9      | 215         | Mérignies > Pont-à-Marcq                  | 700 m    | 02         |
| 8      | 218,5       | Pont-Thibaut > Ennevelin                  | 1.400 m  | 03         |
| 7      | 224         | Templeuve (L'Épinette)                    | 200 m    | 01         |
| 7      | 224,5       | Templeuve (Moulin-de-Vertain)             | 500 m    | 02         |
| 6      | 231         | Cysoing > Bourghelles                     | 1.300 m  | 04         |
| 6      | 233,5       | Bourghelles > Wannehain                   | 1.100 m  | 03         |
| 5      | 238         | Camphin-en-Pévèle                         | 1.800 m  | 04         |
| 4      | 241         | Carrefour de l'Arbre                      | 2.100 m  | 05         |
| 3      | 243         | Gruson                                    | 1.100 m  | 02         |
| 2      | 250         | Hem                                       | 1.400 m  | 01         |
| 1      | 256,5       | Roubaix                                   | 300 m    | 01         |
| Total  | Total       | Total                                     | 51.500 m | 51.500 m   |

## Equips participants
El 19 de març l'organitzador de la cursa, l'ASO, comunicà els 25 equips que hi prendrien part: els 18 UCI ProTour i set equips convidats amb llicència Professional Continental.
| Núm.    | Codi | Equip                     |
| ------- | ---- | ------------------------- |
| 1-10    | GRM  | Garmin-Barracuda          |
| 11-18   | OPQ  | Omega Pharma-Quick Step   |
| 21-28   | RAB  | Rabobank ProTeam          |
| 31-38   | BMC  | BMC Racing Team           |
| 41-48   | FAR  | Farnese Vini-Selle Italia |
| 51-58   | SKY  | Team Sky                  |
| 61-68   | GEC  | GreenEDGE                 |
| 71-78   | RNT  | RadioShack-Nissan         |
| 81-88   | LBT  | Lotto-Belisol             |
| 91-98   | KAT  | Team Katusha              |
| 102-110 | VCD  | Vacansoleil-DCM           |
| 111-118 | FDJ  | FDJ-BigMat                |
| 121-128 | SAX  | Team Saxo Bank            |

| Núm.    | Codi | Equip                 |
| ------- | ---- | --------------------- |
| 131-138 | LAM  | Lampre-ISD            |
| 141-148 | LIQ  | Liquigas-Cannondale   |
| 151-158 | EUC  | Team Europcar         |
| 161-168 | ALM  | AG2R La Mondiale      |
| 171-178 | ARG  | Argos-Shimano         |
| 181-187 | AST  | Astana Qazaqstan Team |
| 191-197 | MOV  | Movistar Team         |
| 201-208 | SAU  | Saur-Sojasun          |
| 211-218 | EUS  | Euskaltel–Euskadi     |
| 221-228 | COF  | Cofidis               |
| 231-238 | BSC  | Bretagne-Schuller     |
| 241-248 | APP  | Team NetApp           |

## Classificació final
|    | Ciclista                 | Equip                   | Temps      | Punts UCI |
| -- | ------------------------ | ----------------------- | ---------- | --------- |
| 1  | Tom Boonen (BEL)         | Omega Pharma-Quick Step | 5h 55' 22" | 100       |
| 2  | Sébastien Turgot (FRA)   | Team Europcar           | + 1' 39"   | -         |
| 3  | Alessandro Ballan (ITA)  | BMC Racing Team         | + 1' 39"   | 70        |
| 4  | Joan Antoni Flecha (ESP) | Team Sky                | + 1' 39"   | 60        |
| 5  | Niki Terpstra (NED)      | Omega Pharma-Quick Step | + 1' 39"   | 50        |
| 6  | Lars Boom (NED)          | Rabobank ProTeam        | + 1' 43"   | 40        |
| 7  | Matteo Tosatto (ITA)     | Team Saxo Bank          | + 3' 31"   | 30        |
| 8  | Mathew Hayman (AUS)      | Team Sky                | + 3' 31"   | 20        |
| 9  | Johan Vansummeren (BEL)  | Garmin-Barracuda        | + 3' 31"   | 10        |
| 10 | Maarten Wynants (BEL)    | Rabobank ProTeam        | + 3' 31"   | 4         |